# Vigeois
Vigeois – miejscowość i gmina we Francji, w regionie Nowa Akwitania, w departamencie Corrèze.
Według danych na rok 1990 gminę zamieszkiwało 1210 osób, a gęstość zaludnienia wynosiła 28 osób/km² (wśród 747 gmin Limousin Vigeois plasuje się na 96. miejscu pod względem liczby ludności, natomiast pod względem powierzchni na miejscu 59.).

## Populacja

Populacja Vigeois w latach 1962–2008